# Das verwunschene Haus
Das verwunschene Haus (Originaltitel: The Haunted House; Alternativtitel: Buster Keatons Nacht des Inferno, Die Geistervilla) ist eine US-amerikanische Kurzfilm-Slapstick-Komödie aus dem Jahr 1921 mit Buster Keaton in der Hauptrolle, der auch gemeinsam mit Edward F. Cline für Drehbuch und Regie verantwortlich war.

## Handlung
Buster Keaton verursacht als Bankangestellter viel Unsinn, da er aus Versehen die ausgehändigten Geldscheine sowie auch die Kunden mit Klebstoff verschmiert. Zuvor war dem Bankpräsidenten aufgefallen, dass gefälschtes Geld auf die Bank gebracht wurde. Der Bankkassierer, der mit der Fälscherbande gemeinsame Sache macht, beauftragt daraufhin seine Leute, die Bank zu überfallen. Durch die verklebten Geldscheine verwirrt, legen zwei der Räuber ihre Pistolen beiseite, um sich besser um das Geld kümmern zu können. Buster nimmt sie an sich, worauf sich ein Schuss löst. Die Räuber flüchten, doch für den hinzukommenden Bankpräsidenten sieht es so aus, als ob Buster die Bank überfallen wolle. Auf der Flucht vor der Polizei gelangt Buster zu dem Haus, das der Fälscherbande als Werkstatt und Versteck dient. Auch sucht eine Theatergruppe Schutz vor einem wütenden Publikum auf dem Anwesen. Um in ihrem Versteck ungestört zu sein, hatte die Fälscherbande das Haus präpariert (so gibt es etwa eine Treppe, die in eine Rutsche verwandelt werden kann) und sich ab und zu als Gespenster verkleidet, wodurch den Leuten glauben gemacht wurde, dass es dort spukt. Buster, die Fälscherbande, die Theatergruppe und die Polizisten erschrecken sich in einem hin und her also gegenseitig. Später gelangt auch noch die Bankpräsidententochter, die dem Bankkassierer heimlich zum Versteck gefolgt war, in die Hände der Fälscher. Buster durchschaut schließlich das Spiel der Fälscher, hilft den Polizisten bei der Verhaftung der Gauner und rettet die Bankpräsidententochter. Aus Zorn wird er vom Bankkassierer noch niedergeschlagen, woraufhin er kurz ohnmächtig wird. Er träumt, dass er die Himmelstreppe empor steigt, oben angekommen diese aber in eine Rutsche verwandelt wird, auf der er hinab in die Hölle fährt. Der Teufel stellt daraufhin den Tagesbericht von „Keaton – Out“ auf „Keaton – In“.

## Uraufführung
Das verwunschene Haus wurde am 21. Februar 1921 in den Vereinigten Staaten uraufgeführt. Seine deutsche Erstaufführung erlebte der Film am 10. Dezember 1925 unter dem Titel Buster Keatons Nacht des Inferno.